# Фируза (опера)
Фируза (азерб. Firuzə) — незаконченная опера советского, азербайджанского композитора Узеира Гаджибекова.

## История
Опера первоначально называлась «Шахрабану». Была начата в 1945 году. Либретто было написано на основе народных сказаний
Произведение было дописано композитором Исмаилом Гаджибековым.